# شیفته (ترانه ادیسون ری)
«شیفته» (به انگلیسی: Obsessed) نخستین تک‌آهنگی از خواننده-ترانه‌پرداز آمریکایی ادیسون ری می‌باشد که در ۱۹ مارس سال ۲۰۲۱ از سوی سندلات رکوردز منتشر گردید.